# Carlos Maschwitz
Carlos Maschwitz (Buenos Aires, 7 de mayo de 1862 - Burdeos, 28 de febrero de 1910) fue un ingeniero argentino que ocupó el cargo de Ministro de Obras Públicas de la Nación durante la presidencia de José Figueroa Alcorta.

## Biografía
Era hijo de Jorge Eduardo Maschwitz, primer Gerente del Banco de Londres y Río de la Plata, fundador y primer Gerente del Banco Alemán Trasatlántico.

## Trayectoria académica y laboral
Se graduó de ingeniero, tomando parte de los primeros trabajos que permitieron la construcción del puerto de La Plata.
Más tarde, por el año 1885, la empresa que construiría el Ferrocarril Pacífico, lo designó Ingeniero Inspector; durante su dirección se terminó ese ramal ferroviario.
Posteriormente se desempeñó como Ingeniero jefe en los trabajos de agua corriente de la Capital Federal, mientras dictaba cátedra de Física en el Colegio Nacional de Buenos Aires. En el año 1890 fue designado Presidente de la Oficina de Ingenieros de Estado de la Provincia de Buenos Aires, ocupando durante tres años dicho cargo.

### Trayectoria docente
En el año 1891 fue designado profesor de Hidráulica de la Facultad de Ciencias Físicas y Matemáticas de la Universidad de Buenos Aires, cátedra a la que tuvo que declinar por sus actividades profesionales. Años más tarde se hizo cargo de la administración del Ferrocarril de Buenos Aires a Ensenada, volviendo a asumir en 1885 la Dirección de la Oficina de Ingenieros, siendo nombrado ese mismo año Presidente de la Dirección general de Ferrocarriles, cargo que ocupó hasta el año 1898.
Su paso fue eficiente, resolviendo cuestiones complejas, encarando nuevas obras y proyectos, creando talleres, introduciendo nuevo material rodante, renovando con personal idóneo estructuras técnicas y administrativas que estaban obsoletas, dando un eficiente impulso a los Ferrocarriles Argentinos.
En el año 1906 se dedicó a la actividad privada, siendo nombrado Ingeniero del Ferrocarril del Sud.
El 12 de julio de 1907 fue designado ministro de Obras Públicas de la Nación. Trabajó en esta etapa de su vida, junto a su amigo, el ingeniero Emilio Mitre, permitiendo la sanción de la Ley Ferroviaria Nro. 5.312. Fue también uno de los gestores de la Ley 5.315, base impulsora de la red vial del país. Renunció a ese cargo en octubre del mismo año, por divergencias internas, siendo suplantado por Ezequiel Ramos Mexía.
Siendo Presidente del Centro Argentino de Ingenieros, en 1908, viajó por segunda vez a Europa, acompañado por su esposa María del Carmen Mattos y Alcorta. Durante ese viaje, en camino desde Biarritz a Burdeos, sufrió un accidente automovilístico por el cual perdió la vida a la edad de cuarenta y siete años, el 28 de febrero de 1910.
Sus restos se encuentran en el panteón de la familia Alcorta en el Cementerio de la Recoleta.
El 4 de marzo de 1910 se le impuso el nombre de Ingeniero Maschwitz a una estación del Ferrocarril Central Argentino, actual Ferrocarril Mitre.